# Partido Socialista Obrero Español
Partido Socialista Obrero Español (PSOE) (dansk: Det Spanske Socialistiske Arbejderparti) er et spansk socialdemokratisk parti, grundlagt 2. maj 1879.
Ved parlamentsvalget til den spanske nationalforsamling (også betegnet Deputerkammeret el. Underhuset) den 14. marts 2004 blev partiet landets største med 43% af stemmerne, og partiet dannede regering med José Luis Rodríguez Zapatero som premierminister. 
PSOE er medlem af De Europæiske Socialdemokrater og Socialistisk Internationale. Partiets nuværende formand (fra 2000) er Pedro Sánchez , som siden 2018 har været Spaniens premierminister.
I november 2023 dannede Pedro Sánchez sin tredje regering som Spaniens premierminister. Efter parlamentsvalget i juli 2023, hvor ingen partier opnåede flertal, blev Sánchez i november genvalgt som premierminister ved hjælp af en bred koalition. Regeringen består af 22 ministre, hvoraf 12 er kvinder. Koalitionen inkluderer medlemmer fra hans eget parti, PSOE, samt fra venstrefløjsalliancepartiet Sumar, som har fem ministerposter.

## Historie
Partiet blev grundlagt af Pablo Iglesias i Madrid den 2. maj 1879 med det formål at organisere arbejderbevægelsen og repræsentere bevægelsens interesser i politiske og faglige sammenhænge. Partiets politiske mål var socialisme i henhold til marxismens principper. PSOE var en del af den venstrealliance, som vandt valgene i 1936. Da general Francisco Franco sammen med en gruppe af højrekræfter ledede et forsøg på et statskup senere samme år med den spanske borgerkrig som konsekvensen, resulterede det samtidig i at arbejderpartiet PSOE blev splittet i tre dele eller tre politiske retninger: en marxistisk, en centrumorienteret og i en reformistisk socialistisk retning.
Under Francos diktatur blev partiet i 1939 forbudt, og det fik først tilladelse til at genoptage sine aktiviteter i 1977. I 1979 blev de marxistiske partielementer neddæmpet eller fjernet, og PSOE tilsluttede sig sammenslutningen af europæiske socialdemokratiske partier. Efter genetableringen af det spanske demokrati (i 1978) har partiet i flere situationer haft regeringsansvaret, første gang fra 1982 til 1996, hvor partiets daværende leder Felipe González Márquez var premierminister.
Ved parlamentsvalget i 2004 overtog PSOE overraskende regeringsmagten fra det borgerlige Partido Popular som længe lå til at vinde valget. Partiets leder José Luis Rodríguez Zapatero blev derefter Spaniens premierminister. Ved parlamentsvalget i Spanien 2008 øgede partiet sin opbakning blandt vælgerne, og fortsatte som regeringsparti.
Ved parlamentsvalget den 20. November 2011 var Alfredo Pérez Rubalcaba topkandidat. PSOE vandt kun 110 af 330 pladser, og fik det dårligste resultat siden 1979 og gik i opposition.
PSOE og Pedro Sánchez dannede regering den 2. juni 2018 efter at Mariano Rajoy og Partido Popular blev væltet ved en mistillidserklæring.